# Championnat de France de football de troisième division 1996-1997
Navigation
National 1 1995-1996 National 1997-1998
Le Championnat de France National 1 1996-1997 voit les victoires de l'ES Wasquehal et du Nîmes Olympique.
Le Nîmes Olympique remportera la finale de ce dernier championnat de National 1 qui sera par la suite rebaptisé « National ».
La saison prochaine se disputera sur une poule unique à 20 clubs. Seul un club de chaque poule monte en Division 2 et dix clubs de chaque poule descendent en CFA.

## Les 36 clubs participants
| Groupe A - SCO Angers - US Avranches - Besançon RC - FC Bourges - Stade Brestois - SO Châtellerault - AS Cherbourg - CF Dijon - USL Dunkerque - AS Évry - US Fécamp - US Lusitanos Saint-Maur - Paris FC - Stade quimpérois - Saint-Denis Saint-Leu - CS Sedan-Ardennes - Thouars Foot 79 - ES Wasquehal | Groupe B - GFCO Ajaccio - Olympique Alès - AS Angoulême-Charente 92 - CM Aubervilliers - US Créteil - ES Fréjus - Grenoble Foot - FAIRM Île-Rousse Monticello - FC Istres Ville Nouvelle - Stade montois (football) - Nîmes Olympique - Olympique Noisy-le-Sec - Stade Poitevin FC - Rodez AF - AS Saint-Priest - FC Sète - Trélissac FC - ES Vitrolles |

## Classement
Victoire à 3 points.

### Groupe A
| Rang | Équipe                    | Pts | J  | G  | N  | P  | Bp | Bc | Diff |
| ---- | ------------------------- | --- | -- | -- | -- | -- | -- | -- | ---- |
| 1    | ES Wasquehal              | 68  | 34 | 20 | 8  | 6  | 52 | 19 | +33  |
| 2    | SCO Angers R              | 67  | 34 | 20 | 7  | 7  | 45 | 18 | +27  |
| 3    | Paris FC                  | 60  | 34 | 17 | 9  | 8  | 55 | 27 | +28  |
| 4    | US Lusitanos Saint-Maur P | 59  | 34 | 17 | 8  | 9  | 37 | 29 | +8   |
| 5    | Thouars Foot 79           | 59  | 34 | 16 | 11 | 7  | 40 | 30 | +10  |
| 6    | CS Sedan-Ardennes         | 58  | 34 | 16 | 10 | 8  | 44 | 27 | +17  |
| 7    | Saint-Denis Saint-Leu     | 57  | 34 | 16 | 9  | 9  | 50 | 43 | +7   |
| 8    | FC Bourges P              | 54  | 34 | 15 | 9  | 10 | 53 | 34 | +19  |
| 9    | CF Dijon                  | 47  | 34 | 13 | 8  | 13 | 47 | 44 | +3   |
| 10   | USL Dunkerque R           | 45  | 34 | 10 | 15 | 9  | 34 | 30 | +4   |
| 11   | Stade quimpérois          | 39  | 34 | 10 | 9  | 15 | 32 | 52 | -20  |
| 12   | Besançon RC               | 38  | 34 | 9  | 11 | 14 | 29 | 40 | -11  |
| 13   | AS Évry                   | 37  | 34 | 10 | 7  | 17 | 31 | 44 | -13  |
| 14   | US Avranches              | 35  | 34 | 9  | 8  | 17 | 35 | 53 | -18  |
| 15   | Stade Brestois            | 34  | 34 | 8  | 10 | 16 | 26 | 40 | -14  |
| 16   | US Fécamp                 | 34  | 34 | 8  | 10 | 16 | 28 | 46 | -18  |
| 17   | SO Châtellerault          | 31  | 34 | 8  | 7  | 19 | 29 | 55 | -26  |
| 18   | AS Cherbourg P            | 15  | 34 | 3  | 6  | 25 | 20 | 56 | -36  |

Promotions et relégations
Abréviations
Le Stade Quimpérois est rétrogradé en Nationale 3, le club a finalement été rétrogradé en DSR (Division Supérieur Régionale).

#### Buteurs
| Place | Joueur               | Club                  | Buts |
| ----- | -------------------- | --------------------- | ---- |
| 1     | Joël Tiéhi           | Saint-Denis Saint-Leu | 22   |
| 2     | Domenico Bruno       | Paris FC              | 21   |
| 3     | Drasko Vukosavljevic | US Avranches          | 18   |
| 4     | Didier Monczuk       | SCO Angers            | 13   |
| -     | Éric Quenot          | Cercle Dijon          | 13   |

### Groupe B
| Rang | Équipe                      | Pts | J  | G  | N  | P  | Bp | Bc | Diff |
| ---- | --------------------------- | --- | -- | -- | -- | -- | -- | -- | ---- |
| 1    | Nîmes Olympique             | 62  | 34 | 17 | 11 | 6  | 45 | 22 | +23  |
| 2    | GFCO Ajaccio                | 56  | 34 | 15 | 11 | 8  | 57 | 43 | +14  |
| 3    | Stade poitevin FC R         | 56  | 34 | 16 | 8  | 10 | 54 | 36 | +18  |
| 4    | US Créteil                  | 54  | 34 | 14 | 12 | 8  | 50 | 36 | +14  |
| 5    | FC Istres OP                | 52  | 34 | 14 | 10 | 10 | 45 | 34 | +11  |
| 6    | Olympique Noisy-le-Sec      | 50  | 34 | 13 | 11 | 10 | 45 | 34 | +11  |
| 7    | ES Fréjus                   | 48  | 34 | 13 | 9  | 12 | 40 | 37 | +3   |
| 8    | AS Angoulême-Charente       | 47  | 34 | 12 | 11 | 11 | 41 | 40 | +1   |
| 9    | FC Sète                     | 47  | 34 | 10 | 17 | 7  | 31 | 27 | +4   |
| 10   | ES Vitrolles P              | 47  | 34 | 14 | 5  | 15 | 46 | 55 | -9   |
| 11   | FAIRM Île-Rousse Monticello | 46  | 34 | 12 | 10 | 12 | 41 | 43 | -2   |
| 12   | Olympique Alès R            | 45  | 34 | 11 | 12 | 11 | 47 | 37 | +10  |
| 13   | Trélissac FC                | 44  | 34 | 12 | 8  | 14 | 36 | 41 | -5   |
| 14   | AS Saint-Priest P           | 40  | 34 | 11 | 7  | 16 | 35 | 46 | -11  |
| 15   | Rodez AF                    | 40  | 34 | 11 | 7  | 16 | 39 | 51 | -12  |
| 16   | Stade montois P             | 38  | 34 | 10 | 8  | 16 | 37 | 52 | -15  |
| 17   | CM Aubervilliers            | 28  | 34 | 3  | 19 | 12 | 32 | 51 | -19  |
| 18   | Grenoble Foot               | 26  | 34 | 6  | 8  | 20 | 32 | 68 | -36  |

Promotions et relégations
Abréviations

#### Buteurs
| Place | Joueur            | Club                   | Buts |
| ----- | ----------------- | ---------------------- | ---- |
| 1     | Farid Soudani     | GFCO Ajaccio           | 24   |
| 2     | Samuel Lobé       | US Créteil             | 22   |
| -     | Tomasz Frankowski | Stade poitevin FC      | 22   |
| 4     | Laurent Castro    | GFCO Ajaccio           | 14   |
| -     | Habib Sissoko     | Olympique Noisy-le-Sec | 14   |

## Finale
La finale est remportée par le Nîmes Olympique.
| Équipes         | Nîmes Olympique - ES Wasquehal |
| Score           | 2-2 a. p. puis 6-5 t. a. b. |
| Date            | 6 juin 1997 |
| Stade           | Stade des Costières, Nîmes 3500 spectateurs |
| Arbitre         | Philippe Leduc |
| Buts            | Frédéric Cissokho (22e (csc)) et Anthony Vosahlo (83e) pour Nîmes - William Loko (39e) et Frédéric Cissokho (63e) pour Wasquehal                                                     |
| Les tirs au but | dans l'ordre : ? |
| Nîmes Olympique | Karwat - Touron, Ecker, Levasseur, Vosahlo - Jeunechamp (puis Préget, 60e), Belbey (puis Gros, 69e), Baždarević, Zugna - Sabin, Tomczyk (puis Fidani, 54e) Entraîneur : Pierre Mosca |
| ES Wasquehal    | Bourgois - Cygan (puis Benon, 88e), Persoon, Desportes, Asencio - Leroy, Titeca (puis Soyer, 98e), Cissokho, Antunès puis (Dupont, 84e) - Loko, Cadiou Entraîneur :Michel Docquiert  |

## Les champions de France
| Joueur            | Nationalité        | Poste             | Matchs joués | Buts |
| ----------------- | ------------------ | ----------------- | ------------ | ---- |
| Stanislas Karwat  | Pologne            | Gardien           | 30           | 0    |
| Laurent de Palmas | France             | Défenseur         | -            | -    |
| Johnny Ecker      | France             | Défenseur         | -            | -    |
| Marcel Levasseur  | France             | Défenseur         | -            | -    |
| Franck Touron     | France             | Défenseur         | -            | -    |
| Anthony Vosahlo   | France             | Défenseur         | 35           | 5    |
| Eric Auffret      | France             | Milieu de terrain | -            | -    |
| Mécha Baždarević  | Bosnie-Herzégovine | Milieu de terrain | 32           | 0    |
| Omar Belbey       | Algérie            | Milieu de terrain | -            | -    |
| Mohamed Benyachou | Mauritanie         | Milieu de terrain | -            | -    |
| Antoine Di Fraya  | France             | Milieu de terrain | -            | -    |
| Sébastien Gervais | France             | Milieu de terrain | -            | -    |
| Cyril Jeunechamp  | France             | Milieu de terrain | 26           | 5    |
| Antoine Préget    | France             | Milieu de terrain | -            | -    |
| Antoine Fournier  | France             | Milieu de terrain | 2            |      |
| Christophe Zugna  | France             | Milieu de terrain | -            | -    |
| Jean-Max Discolle | France             | Attaquant         | -            | 8    |
| Sébastien Fidani  | France             | Attaquant         | -            | -    |
| Nicolas Marx      | France             | Attaquant         | -            | -    |
| Grégory Meilhac   | France             | Attaquant         | -            | -    |
| Éric Sabin        | France             | Attaquant         | -            | -    |
| Laurent Tomczyk   | France             | Attaquant         | -            | 7    |
| Emmanuel Gros     | France             | Milieu de terrain | -            | -    |
| Laurent Adams     | France             | -                 | -            | -    |
| Pierre Mosca      | France             | entraîneur        | -            | -    |